# 高師英
高 師英（こう の もろひで、生没年不詳）は、南北朝時代から室町時代の武将。
高師有の子であり、高師秋の孫。観応の擾乱後に、関東に下向し鎌倉府に出仕した。康安元年/正平16年(1361年)年より約2年間、鎌倉府の執事を勤める
鎌倉から京へ行き、将軍・足利義満の近習となる。 応永11年(1404年)から21年まで山城守護をつとめ、その後土佐守護に任命された。のちに佐渡守護になったともされる。